# Lugo (Grezzana)
Lugo (talvolta Lugo di Valpantena) è una frazione del comune di Grezzana, in provincia di Verona.

## Geografia fisica
L'abitato, sito nell'alta Valpantena, è situato a circa 6 chilometri a nord di Grezzana e a 15 da Verona. 
Si sviluppa lungo la strada provinciale SP14 detta "dell'Alta Valpantena", che collega la valle alle località dell'alta Lessinia.
Proprio a nord di Lugo, la Valpantena si divide in 3 profondi vaj: il vajo della Marciora, il vajo dei Falconi e il vajo dell'Anguilla, attorno ai quali si sviluppano importanti cime come il Corno d'Aquilio, il Corno Mozzo e il Monte Tomba.
L'altitudine in corrispondenza del centro del paese è di 335 m s.l.m.

## Storia
In località Campagne è stato rinvenuta una trincea di posa di una palizzata lignea formata da una fila continua di pali che testimonia la presenza di un insediamento neolitico riferibile alla cultura di Fiorano. Si tratta di un ritrovamento di particolare rilievo che dimostra il carattere stanziale dell'abitato. Data la numerosa presenza di officine litiche possiamo riconoscere questo sito come sito di lavorazione della selce, posto nel fondovalle immediatamente vicino alle aree di affioramento.

## Monumenti e luoghi d'interesse

### Architetture religiose
La chiesa parrocchiale di Lugo è dedicata a Sant'Apollinare (IX secolo), l'oratorio in località Corso è dedicato a San Paolo apostolo (1685), mentre in località Corrubio si trova una piccola chiesa dedicata a San Carlo Borromeo (XVI secolo). In località Bianchi è situato il piccolo oratorio di San Francesco da Paola (1632), fatto costruire dalla famiglia Borghetti e restaurato nel 2009. In località Orsara si trova invece la chiesa di Sant'Orsola, risalente al 1641.

## Economia
Sfruttando l'abbondanza dei corsi d'acqua del territorio per produrre l'energia necessaria, fin da inizio Novecento sono presenti a Lugo numerose industrie specializzate nella lavorazione del marmo. Nel 1965 in paese nasce la Carrera Jeans da una intuizione dei fratelli Tacchella che rilevarono una fabbrica di bambole convertendone la produzione al jeans.